# Rønberg Legetøj
Rønberg Legetøj var en legetøjsbutik, som eksisterede fra begyndelsen af 1940'erne indtil 1993, hvor den solgtes til BR Legetøj.

## Historie
Virksomheden blev stiftet af grosserer Johannes J. Rønberg, og havde en butik på Strandvejen i Hellerup og en på Store Kongensgade i indre København.
Rønberg Legetøj var en af de første butikker til at sælge plasticlegetøj efter krigen. Den importerede legetøj primært fra Japan, Hong Kong og Østeuropa.
Johannes Rønberg var kendt for sine kreative markedsføringsmetoder, der ofte vakte opsigt i aviser og gader.[kilde mangler] I begyndelsen af 1970'erne tiltrak butikken sig desuden medieomtale, da grosserer Rønberg indrykkede en række værdipolitiske annoncer, der bl.a. argumenterede imod den fri abort og til fordel for den kristne tro, moralsk børneopdragelse og liberal politik.
Butikken led et hårdt nederlag i juli 1973, da der gik ild i den fem-etagers lagerbygning bag butikken i Store Kongensgade. Branden var påsat, muligvis af modstandere af direktørens holdninger. De følgende år bød på en strammere økonomi for virksomheden, for lagerbygningen indeholdt det meste af julelageret, der var svært at importere på ny til tiden, og viste sig desuden at være underforsikret.
Johannes Rønbergs to yngste sønner overtog butikken på Strandvejen i Hellerup og drev denne fra midt 80´erne til hele virksomheden solgtes i 1993 til Fætter BR.

## Kreativ markedsføring og aktivisme
Johannes Rønberg var en bemærkelsesværdig forretningsmand,[kilde mangler] særligt grundet hans kreative måde at drive markedsføring på. F.eks. at få parkeret en original Londonbus foran forretningen i Store Kongensgade eller at lade sig fotografere med japanske leverandørrepræsentanter foran butikken.[kilde mangler]
Reklamer i dagbladene var anderledes, idet et givent politisk eller følsomt emne blev kommenteret lige før han fortsatte: "i øvrigt har vi netop importeret en vognfuld glasperler fra Italien." Puslespil markedsførte han som "middel til god og harmonisk terapi".[kilde mangler]
Under krigen havde Johannes Rønberg 'ansat' nogle politifolk i Rønberg Legetøj, der skjulte sig for den tyske værnemagt.